# Fauzijja Al-Sindi
Fawziyya al-Sindi (arab. ‏فوزية السندي‎, ur. 1957 w Manamie) – bahrajńska poetka i aktywistka. Od 1982 opublikowała sześć tomików poezji, a jej prace zostały przetłumaczone na kilka języków.

## Życiorys
Urodziła się w 1957 roku w Manamie, stolicy Bahrajnu. Ukończyła handel na Uniwersytecie Kairskim, będąc jedną z pierwszych kobiet w swoim kraju, która zdobyła wyższe wykształcenie. Jest członkiem Bahraini Association of Writers i regularnie pisze jako felietonistka do regionalnych magazynów i publikacji, takich jak Banipal.

## Publikacje
- Malath Al-Rooh (Refuge of the Soul) 1991
- Akhir Al-Mahab (End of the Horizon) 1998
- Rahinat Al-Alam (Hostage to Pain) 2005